# Infernal Love
Infernal Love är Therapy?s femte studioalbum, utgivet 1995. Albumet innehåller en cover på Hüsker Düs låt Diane.

## Låtförteckning
| Nr           | Titel               | Kompositör        | Längd |
| ------------ | ------------------- | ----------------- | ----- |
| 1.           | Epilepsy            | Cairns            | 3:50  |
| 2.           | Stories             | Cairns, McKeegan  | 3:11  |
| 3.           | A Moment of Clarity | Cairns            | 6:02  |
| 4.           | Jude the Obscene    | Cairns            | 3:32  |
| 5.           | Bowels of Love      | Cairns            | 2:53  |
| 6.           | Misery              | Cairns            | 3:40  |
| 7.           | Bad Mother          | Cairns, McCarrick | 5:46  |
| 8.           | Me Vs You           | Cairns            | 6:24  |
| 9.           | Loose               | Cairns            | 3:00  |
| 10.          | Diane               | Grant Hart        | 5:00  |
| 11.          | 30 Seconds          | Cairns            | 5:25  |
| Total längd: | Total längd:        | Total längd:      | 48:44 |

| 1.           | Epilepsy                           | Cairns                    | 3:22  |
| 2.           | Stories                            | Cairns/McKeegan           | 2:53  |
| 3.           | A Moment of Clarity                | Cairns                    | 4:58  |
| 4.           | Jude the Obscene                   | Cairns                    | 3:32  |
| 5.           | Bowels of Love                     | Cairns                    | 2:55  |
| 6.           | Misery                             | Cairns                    | 3:13  |
| 7.           | Bad Mother                         | Cairns/McCarrick          | 4:14  |
| 8.           | Me Vs You                          | Cairns                    | 4:59  |
| 9.           | Loose                              | Cairns                    | 3:12  |
| 10.          | Diane                              | Hart                      | 4:00  |
| 11.          | 30 Seconds                         | Cairns                    | 5:13  |
| 12.          | Misery (Acoustic Version)          | Cairns                    | 3:10  |
| 13.          | Isolation (Consolidated Synth Mix) | Curtis/Sumner/Hook/Morris | 4:41  |
| Total längd: | Total längd:                       | Total längd:              | 50:22 |

| 1.           | Misery (Acoustic Version) (Diane single)             |       |
| 2.           | Die Laughing (Acoustic Version) (Diane single)       |       |
| 3.           | Screamager (Acoustic Version) (Diane single)         |       |
| 4.           | Jude the Obscene (Acoustic Version) (Diane single)   |       |
| 5.           | Loose (Acoustic Version) (Diane single)              |       |
| 6.           | 30 Seconds (Acoustic Version) (Diane single)         |       |
| 7.           | Our Love Must Die (Loose single)                     |       |
| 8.           | Nice Guys (Loose single)                             |       |
| 9.           | Loose (Photek Remix) (Loose single)                  |       |
| 10.          | Die Laughing (Live) (Loose single)                   |       |
| 11.          | Nowhere (Live) (Loose single)                        |       |
| 12.          | Unbeliever (Live) (Loose single)                     |       |
| 13.          | Knives (Live) (Misery US promo single)               |       |
| 14.          | Stories (Live) (Misery US promo single)              |       |
| 15.          | Innocent X (Remix) (Split single w/ Orbital)         |       |
| 16.          | Disgracelands (Acoustic Version) (Bad Mother single) |       |
| 17.          | Diane (Acoustic Version) (Bad Mother single)         |       |
| 18.          | Opal Mantra (Acoustic Version) (Bad Mother single)   |       |
| Total längd: | Total längd:                                         | 78:00 |

## Medverkande
Therapy?
- Andy Cairns – sång, gitarr
- Fyfe Ewing – trummor, percussion, bakgrundssång
- Michael McKeegan – elbas, bakgrundssång, gitarr på "Bowels of Love"

Övriga
- Martin McCarrick – cello
- Simon Clarke – saxofon